# ریچل ام وانزا
ریچل ام وانزا (به انگلیسی: Rachel Mwanza) یک بازیگر اهل جمهوری دموکراتیک کنگو است که برای بازی فیلم "جادوگر جنگ" برنده جایزه از جشنواره‌های برلین و ترایبکا شده است
- خرس نقره‌ای برای بهترین بازیگر زن